# Marcial (piłkarz)
Marcial, właśc. Marcial de Mello Castro (ur. 3 czerwca 1941 w Tupaciguarze, zm. 2 sierpnia 2018) – brazylijski piłkarz, występujący na pozycji bramkarza.

## Kariera klubowa
Karierę piłkarską Marcial rozpoczął w Clube Atlético Mineiro w 1960 roku. Z Atlético Mineiro zdobył mistrzostwo stanu Minas Gerais – Campeonato Mineiro w 1962 roku. W latach 1963–1965 występował w CR Flamengo. Z Flamengo zdobył mistrzostwo stanu Rio de Janeiro – Campeonato Carioca w 1963 roku. Ostatnim klubem w karierze Marciala był Corinthians Paulista, w którym zakończył karierę w 1968 roku. Z Corinthians wygrał Torneio Rio - São Paulo w 1966 roku.

## Kariera reprezentacyjna
W reprezentacji Brazylii Marcial zadebiutował 3 marca 1963 w zremisowanym 2-2 towarzyskim meczu z reprezentacją Paragwaju. W tym samym roku uczestniczył w Copa América 1963, na której Brazylia zajęła czwarte miejsce. Marcial na turnieju wystąpił w trzech meczach z Peru, Kolumbią, Paragwajem i Argentyną. Ostatni raz w reprezentacji Marcial wystąpił 19 maja 1963 w wygranym 5-0 towarzyskim meczu z reprezentacją Izraela. Ogółem w reprezentacji wystąpił 6 razy.